# Божидар Димитров
Божидар Димитров Стојанов (буг. Божидар Димитров Стоянов; Созопол, 3. децембра 1945 — Софија, 1. јул 2018) био је бугарски историчар и политичар. Био је директор Националног историјског музеја у Софији (1994–1998, 2001–2009). Од августа 2009. министар је за Бугаре у иностранству (без портфеља).

## Породица
Рођен је у црноморском граду Созополу у породици избеглица из турске Источне Тракије током Другог балканског рата. Ожењен је Маријом Канчевом (буг. Мария Кънчева). Имају једну кћерку.

## Научно дело
Божидар Димитров је написао књигу Десет лажи македонизма, у којој сматра да је побио званичну идеологију Бивше Југословенске Републике Македоније о постојању посебне македонске нације у Вардарској Македонији, различите од бугарске.
Јула 2009. био је изабран за народног посланика партије ГЕРБ.

## Изјаве
Божидар Димитров сматра Србе и Хрвате практично једним народом, који говори једним језиком - српскохрватским.
Божидар Димитров сматра да у БЈРМ сада живе само Бугари (после питања једног гледаоца да ли су живели у 19. веку у Македонији само Бугари), мада се они тамо другачије називају и сматра се да већини њих је мало испран мозак..
Божидар Димитров је рекао својој гошћи, чија књига (о Бугарима у Голом Брду) није се допала у Скопљу, да је ово сјајна оцена - једна књига је врло тачна и добра, у случајима када је мишљење Скопља, скопских институција (универзитета и академија) негативно.
Према Божидару Димитрову су сви скопски историчари без изузетка фалсификатори.

## Дело
Написао је више од 20 монографија:
- „“ (2001)
- „“ (2001)
- „“ (2002)
- „“ (2002)
- „“, , С. 2004.  978-954-07-1955-9.
- „“ (2005)
- „“ (2006)
- „ (1300—1321)“ (2006)
- „, С., 2006
  - „“, изд. Блаже Конески, Струмица (2006)
- „“ (2007)
- „“ (2007)
- „“ (2007)}-